# Summerfield (Texas)
Summerfield è una comunità non incorporata nella parte nord-occidentale della contea di Castro, Texas, Stati Uniti. Si trova lungo la U.S. Route 60 a nord-ovest della città di Dimmitt, il capoluogo della contea di Castro. La sua altitudine è di 3 940 piedi (1 201 m). Anche se Summerfield non è incorporata, ha un ufficio postale, con lo ZIP code 79085.
Summerfield fu fondata come Boom alla fine degli anni 1890; prese questo nome dal geometra John Summerfield nel 1907 perché c'era un'altra comunità nel Texas chiamata Boom. La comunità fu costruita lungo la Pecos and Northern Texas Railway, vicino al Castro Creek e al confine con le contee di Deaf Smith e Parmer.